# Supercopa da Áustria
A Supercopa da Áustria foi uma competição de futebol na Áustria, de sistema eliminatório. Criada em 1986, era disputada entre os vencedores da Austria Bundesliga e da Copa da Áustria de Futebol, foi extinta em 2008.

## Campeões
| Ano  | Campeão                 | Finalista              | Resultado           | Estádio                       | Espectadores       |
| ---- | ----------------------- | ---------------------- | ------------------- | ----------------------------- | ------------------ |
| 1986 | SK Rapid Wien (C)       | FK Austria Wien (L)    | 3:1                 | Gerhard-Hanappi-Stadion       | 3.300              |
| 1987 | SK Rapid Wien (L)       | FC Swarovski Tirol (C) | 2:1                 | Gerhard-Hanappi-Stadion       | 6.000              |
| 1988 | SK Rapid Wien (L)       | Kremser SC (C)         | 4:2 penaltis (1:1)  | Kremser Stadion               | 7.000              |
| 1989 | FC Admira/Wacker (C)    | FC Swarovski Tirol (L) | 4:1 penals (1:1)    | Innsbrucker Tivoli            | 1.500              |
| 1990 | FK Austria Wien (C)     | FC Swarovski Tirol (L) | 5:1                 | Linzer Stadion                | 12.000             |
| 1991 | FK Austria Wien (L)     | SV Stockerau (C)       | 3:0                 | Stadion Alte Au               | 6.000              |
| 1992 | FK Austria Wien (L)     | FC Admira/Wacker (C)   | 6:5 penaltis (1:1)  | Stadion Wiener Neustadt       | 5.000              |
| 1993 | FK Austria Wien (L)     | FC Tirol Innsbruck (C) | 4:2 penals (1:1)    | Birkenwiese                   | 7.000              |
| 1994 | SV Austria Salzburg (L) | FK Austria Wien (C)    | 2:1                 | Alpenstadion Kapfenberg       | 8.000              |
| 1995 | SV Austria Salzburg (L) | SK Rapid Wien (C)      | 2:1                 | Alpenstadion Kapfenberg       | 6.500              |
| 1996 | SK Sturm Graz (C)       | SK Rapid Wien (L)      | 1:0                 | Alpenstadion Kapfenberg       | 7.000              |
| 1997 | SV Austria Salzburg (L) | SK Sturm Graz (C)      | 1:0                 | Linzer Stadion                | 3.000              |
| 1998 | SK Sturm Graz (L)       | SV Ried (C)            | 4:0                 | Wörtherseestadion             | 6.000              |
| 1999 | SK Sturm Graz (L)       | LASK Linz (C)          | 6:5 pênaltis (1:1)  | Arnold Schwarzenegger-Stadion | 4.500              |
| 2000 | Grazer AK (C)           | FC Tirol Innsbruck (L) | 2:0                 | Innsbrucker Tivoli            | 5.600              |
| 2001 | FC Kärnten (C)          | FC Tirol Innsbruck (L) | 10:9 pênaltis (0:0) | Innsbrucker Tivoli            | 6.700              |
| 2002 | Grazer AK (C)           | SK Sturm Graz (L)      | 3:0                 | Arnold Schwarzenegger-Stadion | 12.500             |
| 2003 | FK Austria Wien (L)     | FC Kärnten (C)         | 2:1                 | Franz-Horr-Stadion            | 6.500              |
| 2004 | FK Austria Wien (C)     | Grazer AK              | 4:2 pênaltis (1:1)  | Arnold Schwarzenegger-Stadion | 7.100              |
| 2008 | SK Rapid Wien           | SV Horn (L)            | 7:1                 |                               | edição não oficial |

### Performance por clube
| Clube                                   | Campeões | Vice-Campeões | Campeão anos                       | Vice-Campeão anos                  |
| --------------------------------------- | -------- | ------------- | ---------------------------------- | ---------------------------------- |
| FK Austria Wien                         | 6        | 2             | 1990, 1991, 1992, 1994, 2003, 2004 | 1986, 1994                         |
| SK Rapid Wien                           | 4        | 1             | 1986, 1987, 1988, 2008             | 1995, 1996                         |
| SK Sturm Graz                           | 3        | 2             | 1996, 1998, 1999                   | 1997, 2002                         |
| SV Austria Salzburg                     | 3        | 0             | 1994, 1995, 1997                   | –                                  |
| Grazer AK                               | 2        | 1             | 2000, 2002                         | 2004                               |
| VfB Admira Wacker Mödling               | 1        | 1             | 1989                               | 1992                               |
| FC Kärnten                              | 1        | 1             | 2001                               | 2003                               |
| FC Swarovski Tirol / FC Tirol Innsbruck | 0*       | 6             | –                                  | 1987, 1989, 1990, 1993, 2000, 2001 |
| Kremser SC                              | 0        | 1             | –                                  | 1988                               |
| SV Stockerau                            | 0        | 1             | –                                  | 1991                               |
| SV Ried                                 | 0        | 1             | –                                  | 1998                               |
| LASK Linz                               | 0        | 1             | –                                  | 1999                               |
| SV Horn                                 | 0        | 1             | –                                  | 2008                               |